# Driscoll (Teksas)
Driscoll je grad u američkoj saveznoj državi Teksas. Prema popisu stanovništva iz 2010. u njemu je živjelo 739 stanovnika.